# Arthur Skeffington
Arthur Massey Skeffington (4 septembre 1909 - 18 février 1971) est un homme politique du parti travailliste britannique qui est député pendant 23 ans de 1945 jusqu'à sa mort en 1971 .

## Jeunesse
Formé à la Streatham Grammar School et à l'Université de Londres, Skeffington obtient un BSc en économie ,. Il enseigne l'économie, est membre de la Fabian Society et est élu à l'exécutif national du Parti travailliste .
Aux élections générales de 1935, il se présente sans succès pour le siège parlementaire de Streatham. Il n'est pas non plus élu lors d'une élection partielle à Lewisham West en 1938 .
Pendant la Seconde Guerre mondiale, il travaille pour le Board of Trade sur la concentration de l'industrie et pour le ministère de l'Approvisionnement sur la production de fournitures médicales .

## Carrière parlementaire
Skeffington est élu aux élections générales de 1945 comme député de Lewisham West, mais perd son siège aux élections générales de 1950.
En 1950, il est élu au London County Council pour représenter Peckham, occupant le siège jusqu'en 1958 ,. il est admis au barreau du Middle Temple en 1951 .
Skeffington se présente avec succès à l'élection partielle de Hayes et Harlington en 1953. Il est député de cette circonscription à la Chambre des communes jusqu'à sa mort en 1971, à l'âge de 61 ans.
De 1967 à 1970, il est secrétaire parlementaire privé du ministre du Logement et des Collectivités locales. Skeffington est également président de la Fabian society de 1956 à 1957 et du Comité exécutif national du Labour de 1969 à 1970 .